# Trim

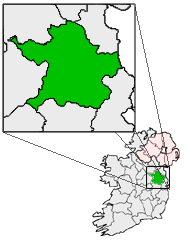
Localización del condado de Meath en Irlanda.

Trim (en gaélico Baile Átha Troim, que significa el pueblo del vado de las matas de saúco), en el Condado de Meath (República de Irlanda), fue la capital histórica del condado de Meath, papel que en la actualidad ostenta la ciudad de Navan. 
Se localiza en el centro del condado. En 2006 contaba con una población de 6.870 habitantes. A partir de 2007, la ciudad se ha ido extendiendo hacia el oeste (Market Street, Townparks y Emmet Street).

## Historia
A una altitud de 61 m s. n. m. sobre el río Boyne, Trim fue uno de los asentamientos Hiberno-normandos más importantes en la Edad Media. Durante el siglo XV el parlamento normando-irlandés se reunía en ella. 
En el castillo de Dangan, entre Trim y Summerhill, tenía su residencia habitual Garret Wesley, primer conde de Mornington, y padre de Arthur Wellesley, primer Duque de Wellington. En 1817, durante el mandato británico, se erigió en la ciudad de Trim una gran columna en honor de éste.

## Monumentos
- castillo de Trim, construido por Hugo de Lacy y su hijo Walter de Lacy a orillas del río Boyne, ocupa una superficie total de unos 30 000 m², lo que hace de él el mayor castillo de Irlanda, a la vez que se trata del mayor complejo arquitectónico de la llamada arquitectura normanda en toda Europa.
- La abadía de Newtown, que se encuentra a orillas del Boyne, a unos 15 minutos a pie del castillo de Trim. Fue la abadía más grande de su tipo en Irlanda. Todavía se usa como cementerio de la ciudad, por lo que no hay visitas guiadas, pero hay muchos paneles informativos con imágenes de cómo solían ser ciertas áreas.
- El priorato de St. John, que fue un hospital medieval, se encuentra al otro lado del Boyne de la abadía de Newtown. Esta estructura es nuevamente de libre acceso. En la entrada hay una torre de defensa que formaba parte de los muros del hospital.
- los jardines Butterstream, que no están abiertos al público.[1]

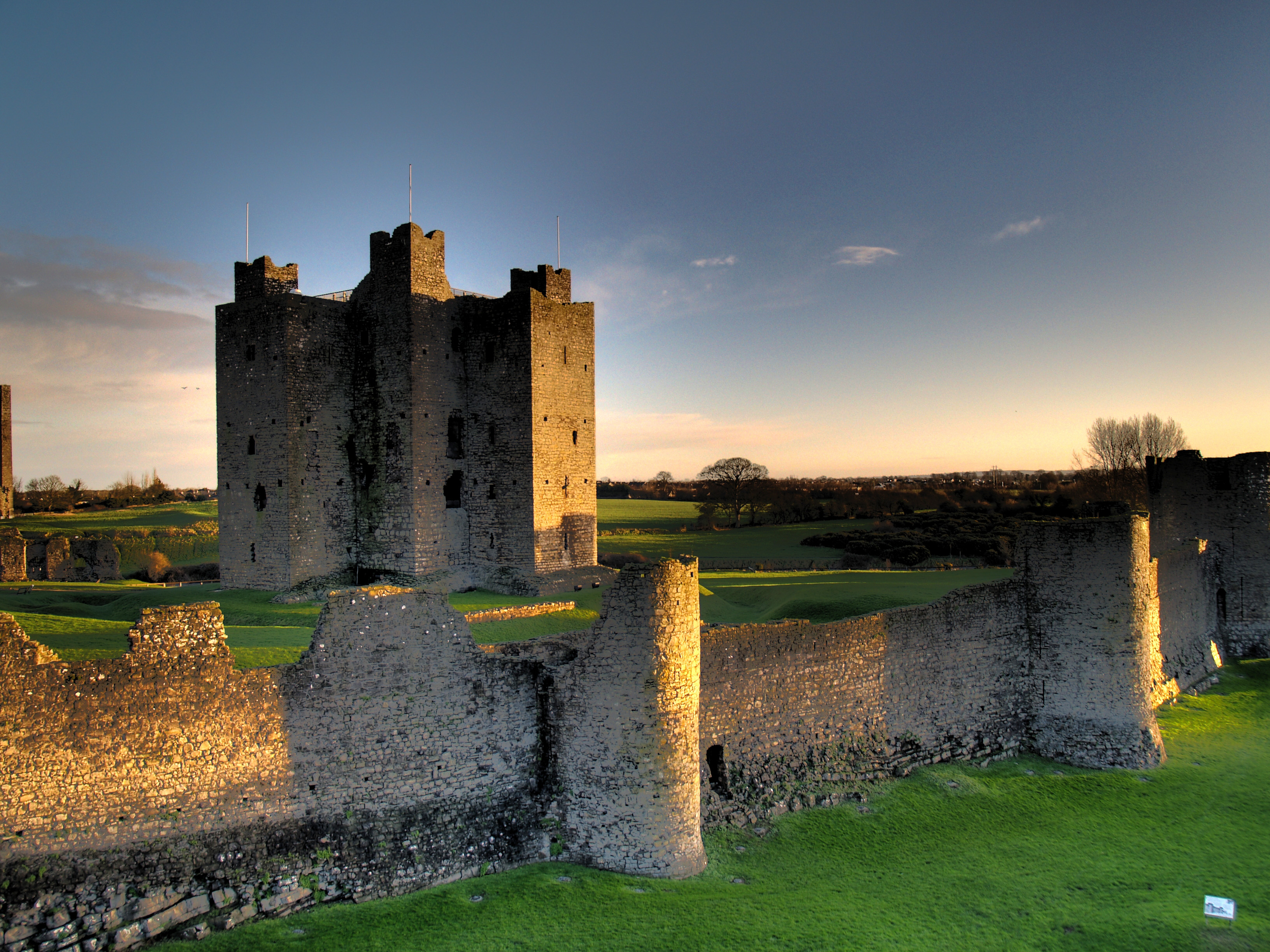
Castillo de Trim.
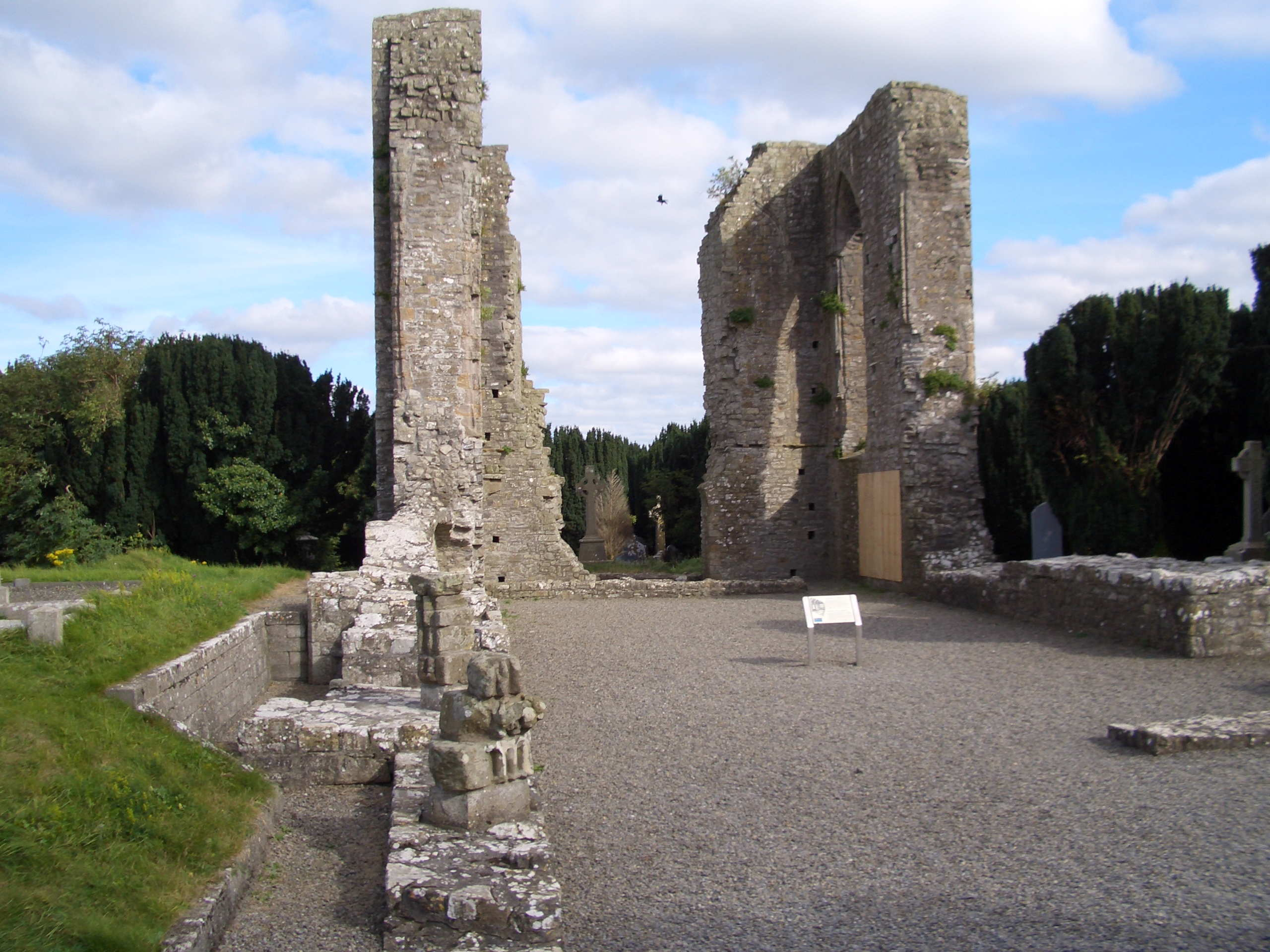
Abadía de Newtown.
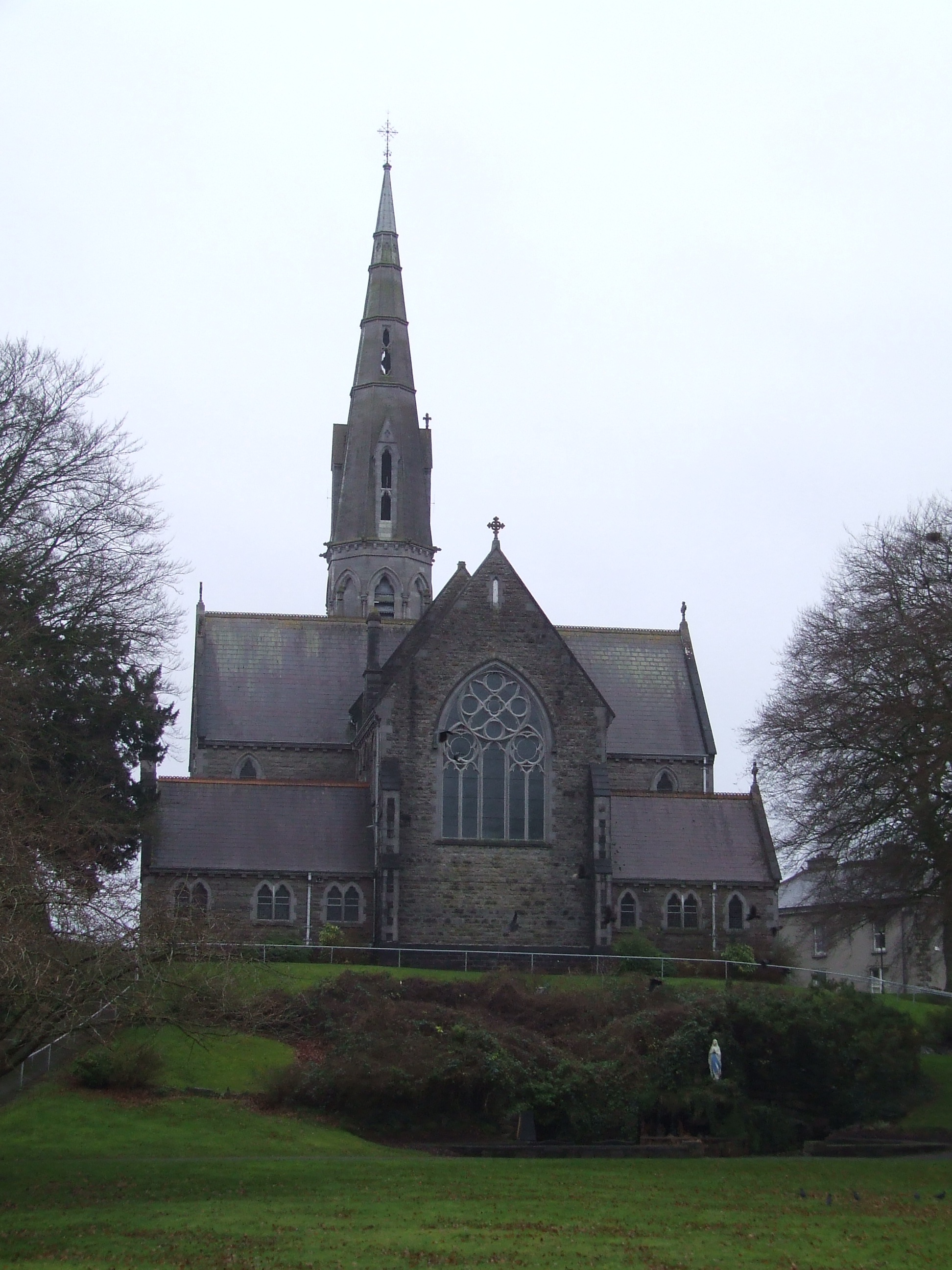
Iglesia de San Patricio, Trim Viewed from the castle's southern curtain wall.
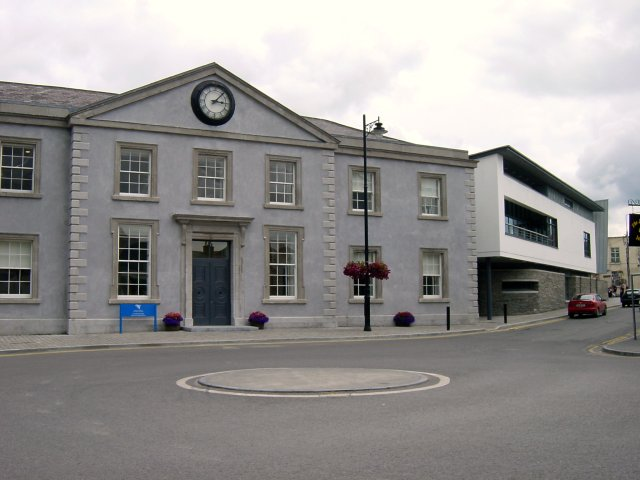
Palaciio de justicia de Trim
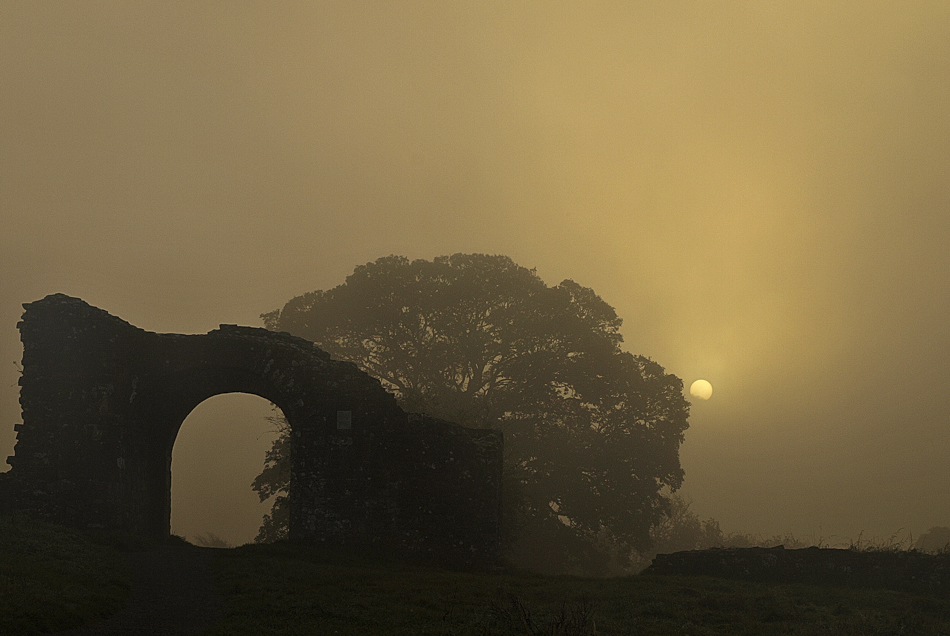
Sheep's gate por la mañana